# Pietro Paolo Virdis
Antonio Pietro Paolo Virdis (Sassari, 26 de Junho de 1957) é um ex-futebolista profissional italiano, que atuava como atacante.

## Carreira
Virdis iniciou sua carreira no pequeno Nuorese, quando tinha apenas dezesseis anos. Disputou apenas uma temporada no clube, que na época disputava a quarta divisão italiana, marcando onze gols em 25 partidas, o suficiente para chamar a atenção do maior clube da Sardenha, o Cagliari, para onde se transferiu em seguida. Viveria bons momentos atuando pela equipe, sendo um dos principais nomes do elenco do clube na época, o que lhe garantiu uma transferência para a grande Juventus.
Nesta, permaneceria, inicialmente, durante três temporadas também, mas não tendo grande destaque como em seu clube anterior, ficando grande parte do tempo no banco de reservas. Logo, recebeu uma proposta para retornar ao Cagliari. Ainda assim, Virdis não conseguiu demonstrar o desempenho de sua última passagem, marcando apenas cinco tentos em 22 partidas. Acabaria retornando na temporada seguinte para Turim, onde permaneceria durante mais uma temporada, mantendo seu desempenho médio.
Em seguida, se transferiu para a Udinese. No clube, permaneceria durante duas temporadas, tendo grande destaque desde sua primeira passagem pelo Cagliari. Suas atuações lhe renderam uma nova transferência para uma grande do país, dessa vez para o Milan. Permaneceria durante cinco temporadas, tendo destaque na equipe, principalmente em sua terceira, quando terminou como artilheiro do Italiano, fazendo parte de uma das melhores equipes que o Milan teve em sua história, conquistando o título da Copa dos Campeões da UEFA em seu último ano na equipe. Acabaria se aposentando no Lecce dois anos depois.

### Seleção Italiana
Mesmo tendo destaque nas equipes onde passou, Virdis nunca defendeu a equipe principal da Seleção Italiana, tendo disputado partidas apenas pelas equipes de base. Seu primeiro torneio foi Campeonato Europeu Sub-21 de 1982, onde acabaria sendo eliminado ainda na segunda fase. Disputaria ainda, quando já tinha 31 anos, os Jogos Olímpicos de 1988, sendo levado como o principal nome da equipe e um dos permitidos acima da idade limite, tendo conseguido um quarto lugar na competição. Ao todo, disputou 23 partidas e marcou dez gols pelas seleções de base.

## Títulos
Juventus
- Campeonato Italiano: 1978, 1982
- Copa da Itália: 1979

Milan
- Campeonato Italiano: 1988
- Supercopa da Itália: 1988
- Copa dos Campeões: 1989

### Individual
- Artilheiro do Campeonato Italiano: 1987 (17 gols)